# Zakaria Labyad
Zakaria Labyad (arab. ‏زكريا لبيض‎; ur. 9 marca 1993 w Utrechcie) – marokański piłkarz grający na pozycji pomocnika w AFC Ajax.

## Kariera klubowa
Labyad jest wychowankiem akademii PSV. 25 lutego 2010 roku zadebiutował w pierwszym składzie w meczu Ligi Europejskiej przeciwko HSV. Trzy dni później zadebiutował w Eredivisie, kiedy wszedł na miejsce Balazsa Dzsudzsaka przeciwko RKC Waalwijk. 18 kwietnia 2010 wystąpił od pierwszych minut przeciwko FC Groningen i trafił dwie bramki.
2 lipca 2012 roku podpisał kontrakt z portugalskim Sportingiem CP. W latach 2014–2015 był wypożyczony do Vitesse, a w 2016 wypożyczono go do Fulham. 5 stycznia 2017 roku podpisał kontrakt z holenderskim FC Utrechtem.